# Chiococceae
Chiococceae es una tribu de la subfamilia Cinchonoideae, perteneciente a las rubiáceas.

## Géneros
- Géneros en NCBI:[1]

| - Badusa A.Gray (3 sp) - Bikkia Reinw. ex Blume (10 sp) - Catesbaea L. (17 sp) - Ceratopyxis Hook.f. (1 sp) - Chiococca P.Browne (25 sp) - Coutaportla Urb. (2 sp) - Coutarea Aubl. (7 sp) - Cubanola Aiello (2 sp) - Eosanthe Urb. (1 sp) - Erithalis P.Browne (8 sp) - Exostema (Pers.) Rich. ex Humb. & Bonpl. (43 sp) - Hintonia Bullock (3 sp) | - Isidorea A.Rich ex DC. (17 sp) - Morierina Vieill. (2 sp) - Osa Aiello (1 sp) - Phialanthus Griseb. (22 sp) - Phyllacanthus Hook.f. (1 sp) - Portlandia P.Browne (6 sp) - Salzmannia DC. (1 sp) - Schmidtottia Urb. (15 sp) - Scolosanthus Vahl (27 sp) - Siemensia Urb. (1 sp) - Strumpfia Jacq. (1 sp) |

Sinónimos
| - Antacanthus Rich. ex DC. = Scolosanthus - Asemnantha Hook.f. = Chiococca - Bathysograya Kuntze = Badusa - Bikkiopsis Brongn. & Gris = Bikkia - Cormigonus Raf. = Bikkia - Cutaria Brign. = Coutarea - Dolichanthera Schltr. & K.Krause = Morierina | - Echinodendrum A.Rich. = Scolosanthus - Gonianthes Rich. = Cubanola - Herrera Adans. = Exostema - Patsjotti Adans. = Strumpfia - Solenandra Hook.f. = Exostema - Steudelago Kuntze = Exostema |